# Prix Kenneth-O.-May
Pour les articles homonymes, voir May.
Le prix Kenneth O. May et la médaille associée sont une distinction en histoire des mathématiques décernée par la Commission internationale d'histoire des mathématiques (ICHM) pour « l'encouragement et la promotion de l'histoire des mathématiques à l'échelle internationale ».

## Histoire
Le prix a été créé en 1989 et il est nommé en l'honneur de Kenneth O. May (1915-1977), le fondateur de l'ICHM. Depuis, le prix est décerné tous les quatre ans, lors du congrès de l'ICHM. Il a été remis pour la première fois à l'occasion du 18ème Congrès international d'histoire des sciences qui s'est déroulé à Hambourg et Munich.
La médaille a été sculptée en 1993 par l'artiste canadien Salius Jaskus, en bronze.

## Lauréats
La dernière remise du prix et de la médaille a eu lieu en 2021 à l'occasion du 26ème Congrès international d'histoire des sciences qui se déroulera à Prague, en République tchèque.
- 2021 : Sonja Brentjes et Christine Proust
- 2017 : Eberhard Knobloch[2] et Roshdi Rashed[3]
- 2013 : Menso Folkerts et Jens Høyrup[4]
- 2009 : Ivor Grattan-Guinness et Radha Charan Gupta[5],[6]
- 2005 : Henk J. M. Bos[7],[8]
- 2001 : Ubiratàn D'Ambrosio et Lam Lay Yong[9]
- 1997 : René Taton
- 1993 : Christoph Scriba et Hans Wussing[10]
- 1989 : Dirk Jan Struik et Adolf P. Youschkevitch